# Paul Burke (rugby à XV)
Pour les articles homonymes, voir Burke et Paul Burke.
Paul Burke, est né le 1er mai 1973 à Paddington (Angleterre). C’est un joueur de rugby à XV irlandais, qui joue avec le club de Leicester au poste de demi d’ouverture (1,72 m et 84 kg). De 2008 à 2014, il fait partie des entraîneurs des Leicester Tigers.

## Carrière

### En club
- Cork Constitution
- London Irish
- 1995-1996 : Munster
- 1996-1998 : Bristol Shoguns
- 1999-2000 : Cardiff Blues
- 2000-2004 : Harlequins
- 2004-2006 : Munster
- 2006-2007 : Leicester

Il a disputé dix matchs de Coupe d'Europe et 22 matchs de challenge européen de rugby.

### En équipe nationale
Il a eu sa première cape internationale le 21 janvier 1995 contre l'équipe d'Angleterre et la dernière contre l'équipe des Samoa, le 20 juin, 2003.
Il a joué un match de la coupe du monde de rugby 1995.

## Palmarès

### En club
- Finaliste de la coupe d'Europe 2006.

### En équipe nationale
- 13 sélections
- Sélections par année : 6 en 1995, 2 en 1996, 2 en 1997, 1 en 2001, 2 en 2003
- Tournois des cinq/six nations disputés: 1995, 1996, 1997, 2003